# Parque Nacional Heathcote

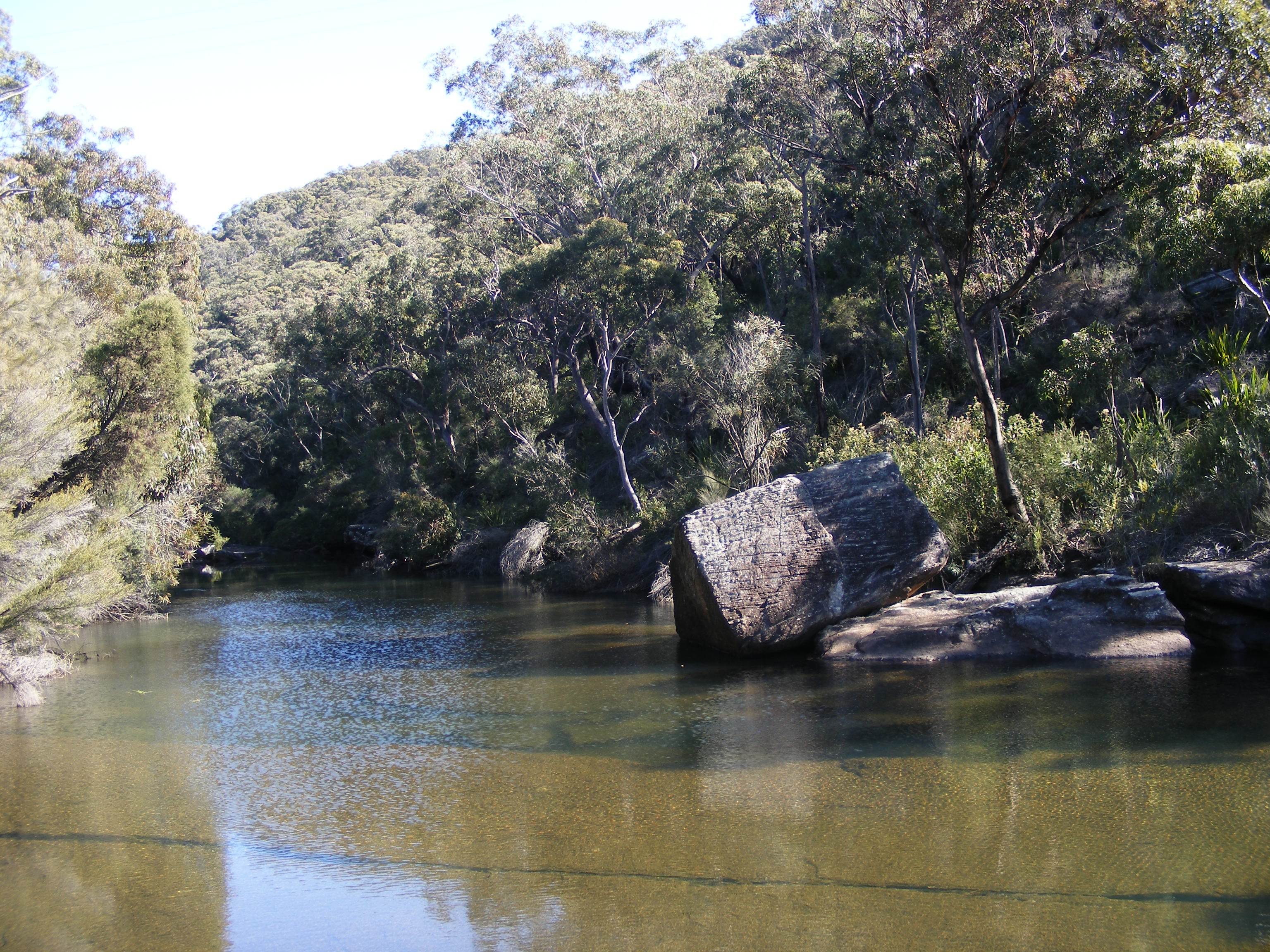
Águas Parque Nacional Heathcote

O Parque Nacional Heathcote é um parque nacional situado em Nova Gales do Sul (Austrália), situado a 34 km a sudoeste de Sydney.

## Dados
- Área: 23 km²
- Coordenadas: 34° 07' 49" S 150° 58' 17" E
- Data de criação: 1 de Outubro de 1967
- Administração: Serviço Para a Vida Selvagem; Parques Nacionais de Nova Gales do Sul
- Categoria IUCN: II